# TT340
Die Grabkapelle TT340 (Theban Tomb – Thebanisches Grab Nummer 340) befindet sich in Theben-West bei dem modernen Ort Luxor in Ägypten. Sie gehört dem Amenemhat (oftmals auch nur Amenhat geschrieben), der ganz am Anfang der 18. Dynastie lebte. Er trug den eher niedrigen Titel Diener.

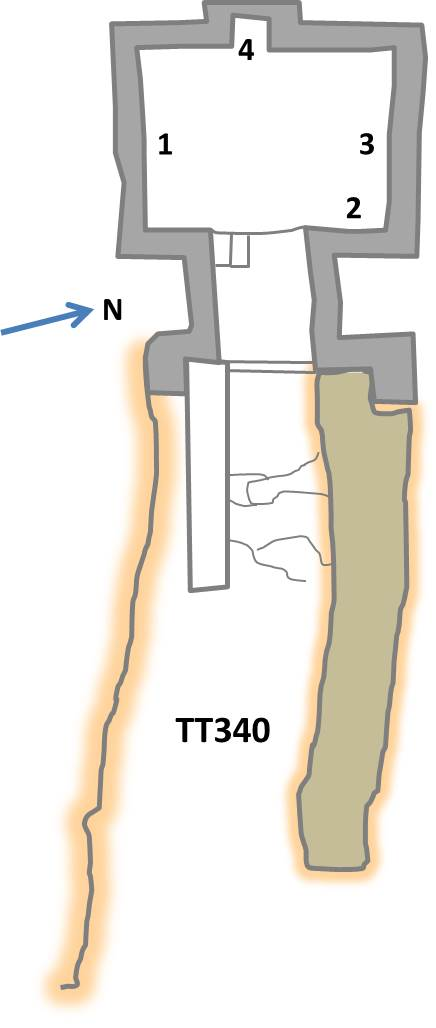
Grundriss des Grabes

Die unterirdisch angelegte Grabkapelle des Amenemhat besteht aus einem gewölbten Raum, der über einen Gang an der Ostseite betreten werden kann. Gegenüber dem Eingang, an der Westseite, befindet sich eine kleine Nische. Die Kapelle ist vollständig ausgemalt, wobei die Malereien vergleichsweise gut erhalten sind. Nur die Augen der dargestellten Personen wurden systematisch ausgekratzt. Einige Szenen sind nie fertiggestellt worden. Eine zur Kapelle gehörige Grabkammer konnte bisher nicht identifiziert werden.
Die vier Wände der Kapelle zeigen vor allem Amenemhat und seine Familienmitglieder. Amenemhat und seine Gemahlin Nunbnefret sind mehrmals dargestellt, wie sie vor einem Opfertisch sitzen. In der oberen Hälfte der Kurzseiten sieht man jeweils Amenemhat, zweimal vor einer Gottheit kniend und betend. Auf der Südwand kniet er vor Anubis (links) und Osiris (rechts). Die Götter sitzen auf einem Thron und haben Mumiengestalt. Beischriften identifizieren die Gottheiten. Auf der Nordwand sieht man dieselben Götter, doch ist hier Anubis auf der rechten Seite und Osiris gegenüber abgebildet. Die Bemalung der Nordwand ist nie fertiggestellt worden. Vor allem fehlen jegliche Beischriften zu den Figuren. Im unteren Teil der Wand ist hier das Begräbnis dargestellt. Man sieht den weißen Sarg des Amenemhat, Klagefrauen und Männer, die Grabbeigaben herbeibringen. Die gewölbte Decke zeigt Weinreben. Der Untergrund, auf dem gemalt wurde, ist gelb, was eher ungewöhnlich ist. Gerade in der 18. Dynastie sind thebanische Wandmalereien auf weißem Grund gemalt.
Die umfangreiche Familie des Amenemhat ist im Grab dargestellt. Seine Eltern waren ein Mann mit dem Namen Maan (Lesung nicht ganz sicher). Seine Mutter war wahrscheinlich eine Frau mit dem Namen Hut. Als Gemahlin (seine Gemahlin) des Amenemhat wird Nunbnefret genannt. Eine zweite Frau, Satamun, wird als seine Schwester bezeichnet und war vielleicht auch eine Gemahlin. Vier Söhne und vier Töchter sind in der Kapelle abgebildet. Die Söhne heißen Ameniun, Sennefer, Nebmaat, Ay; seine Töchter sind Mut, Nubnefert, Hepet und Irpet.
Die Grabkapelle datiert ganz an den Beginn der 18. Dynastie um 1550 v. Chr. Das Grab wurde vom Ausgräber Bernard Bruyère 1926 in einem Vorbericht veröffentlicht. Eine ausführliche Publikation legte dann 1999 Nadine Cherpion vor (in zweiter Auflage 2005).